# Pandanus ambongensis
Pandanus ambongensis är en enhjärtbladig växtart som beskrevs av Ugolino Martelli. Pandanus ambongensis ingår i släktet Pandanus och familjen Pandanaceae.
Artens utbredningsområde är Madagaskar. Inga underarter finns listade.